# Grøn Vækst-planen
|  | Om det generelle begreb "Grøn vækst": Se Grøn vækst |
Grøn Vækst-planen var en helhedsplan for natur, miljø og landbrug i Danmark. Udspillet Grøn Vækst blev offentliggjort af Regeringen Lars Løkke Rasmussen I i april 2009 efter ni måneders arbejde i ministerierne, og juni 2009 og april 2010 indgik regeringen forlig med Dansk Folkeparti. Planen medførte investeringer på 13,5 milliarder kroner.
Planen bestod af tre dele: en overordnet del med visioner og principper samt:
- Miljø- og Naturplan Danmark 2020
- Strategi for et grønt landbrugs- og fødevareerhverv i vækst

## Arbejdet med Grøn Vækst
Arbejdet med Grøn Vækst-udspillet blev påbegyndt i august 2008, og efter flere udsættelser udkom planen den 30. april 2009.
Arbejdet med Grøn Vækst blev ledet af et ministerudvalg, bestånde af økonomi- og erhvervsministeren (Bendt Bendtsen, senere Lene Espersen (formand)), finansministeren (Lars Løkke Rasmussen, senere Claus Hjort Frederiksen),
kulturministeren (Brian Mikkelsen, senere Carina Christensen), skatteministeren (Kristian Jensen), fødevareministeren (Eva Kjer Hansen), klima- og energiministeren (Connie Hedegaard) samt miljøministeren (Troels Lund Poulsen).
Det var oprindeligt planen, at udvalget skulle offentliggøre udspillet ved årsskiftet 2008/09, men offentliggørelsen blev udsat i flere omgange, og udspillet kom endeligt den 30. april 2009.
Udsættelsen af Grøn Vækst medførte, at arbejdet på en række områder (herunder vandplaner og Natura 2000) blev udskudt.